# سورا
سورا وفي بعض المصادر صورا، هي موضع في العراق، من أرض بابل، سكنها المزيديون قبل تمصير الحلة، وكانت مدينة للسريان، فيها نهر باسمها يعرف بنهر سورا.

## نهر سورا
هو نهر حلة بني مزيد، وعمود الفرات، أوله من القرية المعروفة بالجديدة، من قرى العذار، ويكون مجراه مابين قرية ذي الكفل وبين قرية القاسم ابن الأمام الكاظم، وإلى قرية القاسم أقرب، وكانت سورا بلدة قديمة عليها نهر عظيم، ينسب اليها يسمى (نهر سورا)، وهو أكبر أنهار الفرات، يرجع حفره إلى زمن ملوك الطوائف، اذ ان ملك الأردوان، وهم النبط، كان في السواد قبل ملك فارس، ودام ملكهم الف سنة، وإنما سموا نبطًا، لانهم انبطوا الأرض، وحفروا الأنهار العظام، ومنها نهر الصراة العظمى، ونهر أبا، ونهر سورا، ونهر الملك.

## جسر سورا
ويعرف بجسر سوراء، وهو الذي أكسب سورا أهميتها التأريخية، حيث يعتبر هذا الجسر الطريق الرابط بين الكوفة والمدائن وبغداد، كما كان معبرًا للجيوش الإسلامية أيام الفتوحات العربية الإسلامية. أن هذا الجسر قد زاد من جعل مدينة سورا ذات أهمية إقتصادية وتجارية، حيث أقيمت الأسواق وشيدت العمارة، وأصبح ممرًا لنقل منتجاتها من المحاصيل الزراعية كالفاكهة، مثل الرمان التي تشتهر به، وغيرها من البضائع والسلغ. فعلا شأن سورا لوجود جسر عظيم فيها، الذي كان معقودًا على مراكب متصلة، وصار طريق الحج من بغداد إلى الكوفة يعبر الفرات عليه، لما بطل الطريق المار بقصر ابن هبيرة، وكان هذا القصر قد آل إلى خراب، فكان عبور ركب الحج على جسر سورا. ولكن في سنة 1184م، أُبطل استعمال هذا الجسر، فوصف ابن جبير الجسر الجديد الذي في الحلة، وعبر عليه. وكان يزيد بن عمر بن هبيرة الفزاري، والي العراق زمن مروان بن محمد شيد قصره الذي يعرف بقصر ابن هبيرة قريبًا من هذا الجسر، ويذكر الخطيب البغدادي في تأريخه: ان قصر ابن هبيرة أقيم على نهر الصراة الصغرى.

## مدينة سورا
سورا، ألفه مقصور على وزن بشرى، موضع بالعراق من أرض بابل، وهي مدينة السريانيين، وقد نسب إليها الخمر، وهي قريبة من الوقف والحلة المزيدية. وقال أبو جفنة القرشي:
 
هذا ما ذكره ياقوت الحموي،
وهناك من يقول ان سورا كلمة عبرية، تعني الأرض المنخفضة. وقد ترجم لها العديد من البلدانيين، والجغرافيين، وزارها العديد من الرحالة والمستشرقين، فهذا الإدريسي يصفها فيقول: سورا انها مدينة حسنة متوسطة القدر، لها أسوار وأسواق، وفيها عمارة جيدة، وبساتين نخيل واشجار وفواكه كثيرة، ومنها يمر نهر الفرات إلى سائر مناطق العراق الأخرى. اما ابن حوقل فيقول: سورا هي مدينة مقصودة، وانها واقعة على طريق المسافرين والتجارة. ولهذا يقصدها الناس. تعرف سورا اليوم بأرض الجربوعية، وفيها مرقد الامام القاسم، وهي من أعمال الحلة السيفية. اما ياقوت الحموي فيذكر في معجمه، ان قبر القاسم بن موسى الكاظم بن جعفر الصادق، موجود في قرية شوشة، بأرض بابل أسفل من حلة بني مزيد، وبالقرب منها قبر ذي الكفل، وهو حِزقيل في بر ملاحة.

## مدرسة سورا
وهي مدرسة دينية يهودية، تأسست سنة 247 م، تقع على طريق الكوفة - الحلة، كان فيها كبار الحاخامات، ومنهم، سعديا الفيومي، وتميزت تأريخيًا بكتابة وتدوين التلمود، ولبعدها النسبي عن عاصمة دولة الخلافة الإسلامية، عليه نحن نرجح كتابة قصص ألف ليلة وليلة قد تمت في مدرسة سورا هذه. ومما يزيد من أهمية هذه المدرسة، انها تقع في قلب إقليم بابل القديم، كما إنها كانت أكبر مدرسة يتخرج منها العلماء وكبار الأحبار، إضافة كونها مقرًا لرئاسة الجالوت اليهودي في العراق والمشرق، قبل انتقال هذا المقر إلى بغداد العاصمة، ورغم هذا الانتقال لرأس الجالوت إلى بغداد بقي للحاخام في سورا حق الأفضلية الدينية وفي انتخاب رأس الجالوت للطائفة اليهودية. تعتبر مدرسة سورا خلاصة لتفاعل اليهودية (الأورشيليمية والبابلية)، لأن مؤسسها الراب أبا اريخا قد تلقى تعليمه على يد الحبر يهوذا، الناشيء في فلسطين، ولدى عودته سنة 247م، قام بتأسيس مدرسة سورا، التي استمرت لمدة ثمانمئة عام تمارس نشاطها، حتى أُغلقت في عهد الخليفة القادر بأمر الله سنة 1030م، لينتقل بعدها مركز اليهود العلمي والفكري إلى الأندلس.